# Ranai, Quần đảo Natuna
Ranai là thủ phủ của Natuna Regency  ở Quần đảo Riau, Indonesia. Thị xã có một sân bay và có thể đến bằng thuyền. Nó nằm trên East Bunguran và quần đảo East Bunguran có dân số 20.800.